# Mwantundu
Mwantundu ist ein Verwaltungsbezirk (englisch Ward) des Distrikts Nzega (DC) in der tansanischen Region Tabora.

## Geografie
Mwantundu ist ein ländlicher Bezirk im westlichen Teil des zentralen Hochlands von Tansania, etwa 30 Kilometer Luftlinie südsüdwestlich der Distrikthauptstadt Nzega. Bei der Volkszählung 2022 lebten 13.424 Menschen in 2040 Haushalten auf einer Fläche von 171 Quadratkilometern.
Der Bezirk grenzt  an sieben Bezirke des Distrikts Nzega (DC):
| Karitu   | Isanzu                                      |           |
| Isagenhe | Kompassrose, die auf Nachbargemeinden zeigt | Utwigo    |
| Ugembe   | Mbagwa                                      | Nkiniziwa |

## Gliederung
Der Bezirk besteht aus vier Gemeinden (swahili Mtaa) mit 22 Orten (Kitongoji):
| Ishiki - Ishiki - Igwambeshi - Ishila | Mwantundu - Mwantundu Mashariki - Mwantundu Magharibi - Ntelela - Simbo - Ikungwikulu - Janunha - Jaminhwa | Kipilimuka - Ndala - Iyombo - Mwangosha - Ilumilo - Kidululi - Igunh'wa | Ibhambangulu - Ikholecha - Ibhambangulu - Isunuka - Matuli - Itagansunho |